# Pozolux Reptaen
Pozolux Reptaen
Pozolux Reptaen es el nombre de uno de los personajes emblemáticos de la editorial independiente Reptaen Manga (de la cual toma su apellido). Fue creado en el año de 1995 por Joaquín Miguel Gutiérrez de la Cruz, en colaboración con la sección cultural del periódico "El Cuarto Poder", publicado y distribuido en Chiapas, México.
En un principio, era el enemigo natural de Balam (super héroe también creado por la misma casa editorial), aunque eventualmente, de acuerdo al transcurso de los eventos en la historia oficial, Pozolux termina formando una poderosa alianza con Balam y sus amigos en contra de otros peculiares villanos.
El nombre de "Pozolux Reptaen" hace referencia clara a las raíces tanto del personaje como del autor; esto se entiende por la bebida regional llamada "pozol", muy popular en la capital del estado de Chiapas, Tuxtla Gutiérrez, y territorios circundantes. La palabra "Reptaen" hace cierto juego con los vocablos "reptil" y "reptar", haciendo alusión también a la fisonomía y estructura orgánica del personaje.
De acuerdo con la cronología y la historia de los eventos que Reptaen Manga establece como oficiales, la historia de Pozolux es la siguiente.

## Historia
El origen, o nacimiento de Pozolux Reptaen, está profundamente enclavado en aspectos culturales regionales; de acuerdo con la versión oficial, una lagartija perdida en las profundidades del drenaje municipal caminaba sin rumbo cuando, súbitamente, recibió un baño involuntario de agua proveniente de un río cercano mezclada con pozol radioactivo; la brusca y violenta mitosis antinatural que ocurrió de esto, dio lugar a una mutación monstruosa, convirtiendo a esta simple lagartija común en una criatura reptiliana de 2.20 metros de altura, provista de fuertes dientes y garras, inteligencia humana, poderosos músculos, agilidad y resistencia sobrehumanas, y, desde luego, con una visión distorsionada del mundo, se hizo con el firme propósito de destruir a la civilización cercana y a todo aquel que osara hacerle frente.

## Alianzas
Entre los aliados de Pozolux Reptaen, se encuentran:
José Anacleto (alias J.A., alias Balam, superhéroe protector de la ciudad de Tuxtla Gutiérrez),
Katherin Moonlight Parker (alias Kathya, novia de J.A., decidida y tenaz, es prácticamente el cerebro de las operaciones del grupo),
Lobolux (un lobo mexicano con un origen similar al de Pozolux, y por ende, con características idénticas),
Marin Bane (similar a Pozolux, se podría identificar fácilmente como una hembra de la misma especie),
Miracle (el mismo caso, similar a Lobolux, una hembra de la especie), entre otros.
Juntos, protegen y resguardan a Chiapas desde el cuartel secreto subterráneo NovaDream, ubicado en las profundidades de Tuxtla Gutiérrez.

## Enemigos
A pesar de que las amenazas son muchas y muy variadas, algunos enemigos pueden considerarse especialmente peligrosos y significativos. Entre ellos encontramos a:
Vincent Kraken, cazador furtivo empeñado con capturar y matar a un ejemplar de cada animal existente digno de cazarse; de acuerdo con la historia, su camino lo lleva en algún momento hasta la Selva Lacandona, en donde, debido a un accidente de viaje, uno de los lobos que lleva encerrado se escapa de su jaula para después regresar como el temible Lobolux; Kraken y Lobolux se vuelven enemigos desde ese instante, aunque no se sabe hasta qué punto los papeles de cazador y presa se invierten.
Acardius, monstruosa aberración mutante cuya habilidad es esencialmente la fuerza bruta de su enorme y deforme cuerpo, y la incapacidad de sentir dolor; se desconoce hasta qué punto Acardius está consciente de sus actos ya que, hasta donde se ha visto, la posibilidad de comunicarse con él es nula.
Prionix, polémico robot asesino diseñado y programado por una sección radicalista secreta; se asume, indirectamente, que la función o meta primordial de este asesino autómata es el exterminio de los promotores del libre albedrío y la libertad de cultos en la sociedad; se identifica a este personaje como una representación de la corrupción o incluso, una efigie de la represión contra la libertad de expresión en general.
Tascalator, entidad amorfa sin formación física corpórea; es una forma viviente compuesta de sentimientos negativos capaz de inyectar odio y poderes sobrehumanos en cualquier otra criatura viviente introduciéndose en su cuerpo. Como se ve en la historia original publicada por el periódico "El Cuarto Poder" en marzo de 1995, es él quien infunde nueva vida y nuevos poderes en el cuerpo sin vida de Pozolux, después de ser vencido por Balam durante su primer enfrentamiento.

## Ficha Técnica
Pozolux Reptaen
Publicado por Reptaen Manga
Primera aparición: Periódico "El Cuarto Poder", 12 de febrero de 1995
Creado por Joaquín Miguel Gutiérrez.

Datos
Nombre real: Pozolux Reptaen
Estado: Soltero (aunque hay otros miembros de su especie alterada genéticamente, pero aún no ha establecido vínculos emocionales con ellos).
Afiliaciones actuales: NovaDream.
Afiliaciones anteriores: Trabajó bajo órdenes de Tascalator.
Alias conocidos: José Anacleto (Balam), Kathering Moonlight Parker, Lobolux, Gear, NovaWolf, Misstra, Miracle, Marin Bane. 
Familiares: No conocidos.
Poderes destacados: Agilidad y velocidad superiores las humanas; fuerza proporcional a su raza y tamaño actuales; sentido de la vista muy agudizado y con un amplio espectro panorámico con alto detalle; sentido del olfato extremadamente desarrollado; sensibilidad cambios electromagnéticos en la atmósfera o a variaciones en la temperatura ambiental desde menos de medio grado centígrado; reflejos intensificados.
Debido a la estructura de su cuerpo, puede escalar muros y paredes clavando sus poderosas garras en ellas; puede saltar sin impulso hasta 4 metros de longitud con fuerza, potencia y velocidad inusitadas; puede soportar caer sobre sus patas una altura de hasta 8 metros. Su piel, ligeramente osificada y dispuesta en secciones regulares de placas y escamas le permite soportar cambios drásticos en la temperatura, así como calor extremo, si bien el frío le hace disminuir su rendimiento drásticamente.
Puede usar su cola como balance o contrapeso al correr, brincar o caer de grandes alturas, así como arma para golpear, aplastar o aturdir.
Aunque su estilo de combate es más bien animalístico, usando las armas naturales que tiene como sus colmillos, garras o cola, tiene ciertos conocimientos en defensa persona, contraataque y algunas técnicas muy básicas de ciertas disciplinas de las artes marciales.
Referencias:
Periódico "El Cuarto Poder"
www.cuartopoder.com.mx
- Datos: Q6083884